# Günther Pancke
Günther Friedrich Wilhelm Ludwig Pancke , né le 1er mai 1899 à Gnesne, arrondissement de Gnesen (de) et mort le 17 aout 1973 à Hambourg, était un Obergruppenführer de la SS et a servi comme chef suprême de la SS et de la Police du Danemark de 1943 à 1945.

## Biographie
Fils d'un officier, Pancke nait en 1899 à Gnesne, alors dans l'Empire allemand.
Enrôlé dans un corps de cadets prussien en 1910, il participe à la Première Guerre mondiale à partir de 1917 avec le grade de sous-lieutenant.
À la fin de la guerre, il rejoint la Division de fer et est affecté dans les pays baltes de 1919 à 1920 comme garde-frontière de la province de Prusse-Orientale.
En 1920 il émigre en Amérique du sud, en Argentine et au Chili, où il a une activité d’ouvrier agricole, jusqu'à ce qu'il retourne en Allemagne en 1927 où il travaille comme assistant dans un laboratoire physique à Kiel.
En 1931 il se fait licencier à la suite d'une condamnation à six semaines de détention consécutive à son activité pour le parti nazi :
on lui reprochait d'avoir attaqué au gaz un cinéma où passait le film À l'Ouest, rien de nouveau.
Il avait rejoint le parti nazi le 1er aout 1930 (carte no 282.737) puis la SS le 1er juin 1931 (carte no 10.110), pour laquelle il est formateur à l'école SS de Kreiensen jusqu'en juin 1932.
Il s'élève par la suite dans la hiérarchie SS, devenant en 1938 Chef des SS-Rasse- und Siedlungshauptamts (traduction : chef du bureau pour la race et le peuplement), ce qu'il reste jusqu'en 1940, son successeur étant le SS-Gruppenführer Otto Hofmann.
En 1939, Pancke est nommé officier de liaison entre le Quartier général du Führer, les SS-Totenkopfverbänden et les Einsatzgruppen du SD.
Par la suite il œuvre en tant que chef suprême de la SS et de la Police, dans le Danemark occupé d'octobre 1943 jusqu'à la fin de la guerre.
Dans cette fonction, il fut révolté par le refus de la police danoise de combattre la résistance et le sabotage. Il ordonna que tous les officiers de police, soit une dizaine de milliers d'hommes, soient arrêtés et déportés à Buchenwald. Seuls quelque 1 700 furent effectivement arrêtés.
Il prend en outre part à la réunion des Gruppenführer du 4 octobre 1943 à Poznań, au cours de laquelle Himmler prononce son premier discours.
Le 20 avril 1944, il est promu SS-Obergruppenführer et General der Polizei, puis le 21 mars 1945 général de la Waffen-SS.
À la fin de la Seconde Guerre mondiale, Pancke est arrêté au Danemark ; Il est condamné au grand procès des criminels de guerre de Copenhague le 20 septembre 1948 à vingt ans de réclusion. Amnistié en 1953, il meurt à Hambourg en 1973.